# Peroz I.

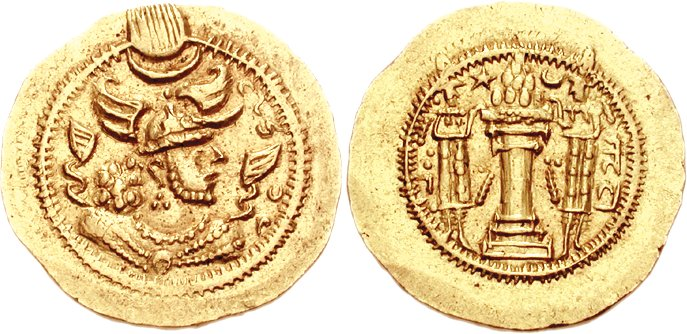
Münze Peroz’ I.

Pērōz war ein persischer Großkönig. Er regierte das spätantike persische Sassanidenreich von 459 bis 484 (vielleicht schon ab 457).
Peroz (der manchmal auch als Peroz I. gilt, da es später noch den regional herrschenden Sasanidenkönig Peroz II. und einen Thronprätendenten dieses Namens gab) bestieg den Thron nach einer wohl zweijährigen Auseinandersetzung mit seinem Konkurrenten und Bruder Hormizd III., wobei eventuell nicht Peroz, sondern Hormizd der Herausforderer war.
Die Herrschaft des Peroz gilt gemeinhin als eine Zeit der schweren Krise und sein Bild in der Überlieferung trägt sehr widersprüchliche Züge. Die Quellen attestieren dem König in Hinblick auf eine katastrophale mehrjährige Dürre- und Hungerkatastrophe gelungene Maßnahmen. Des Weiteren sind unter anderem mehrere Städtegründungen belegt. Auf anderen Gebieten agierte der König jedoch eher unglücklich.

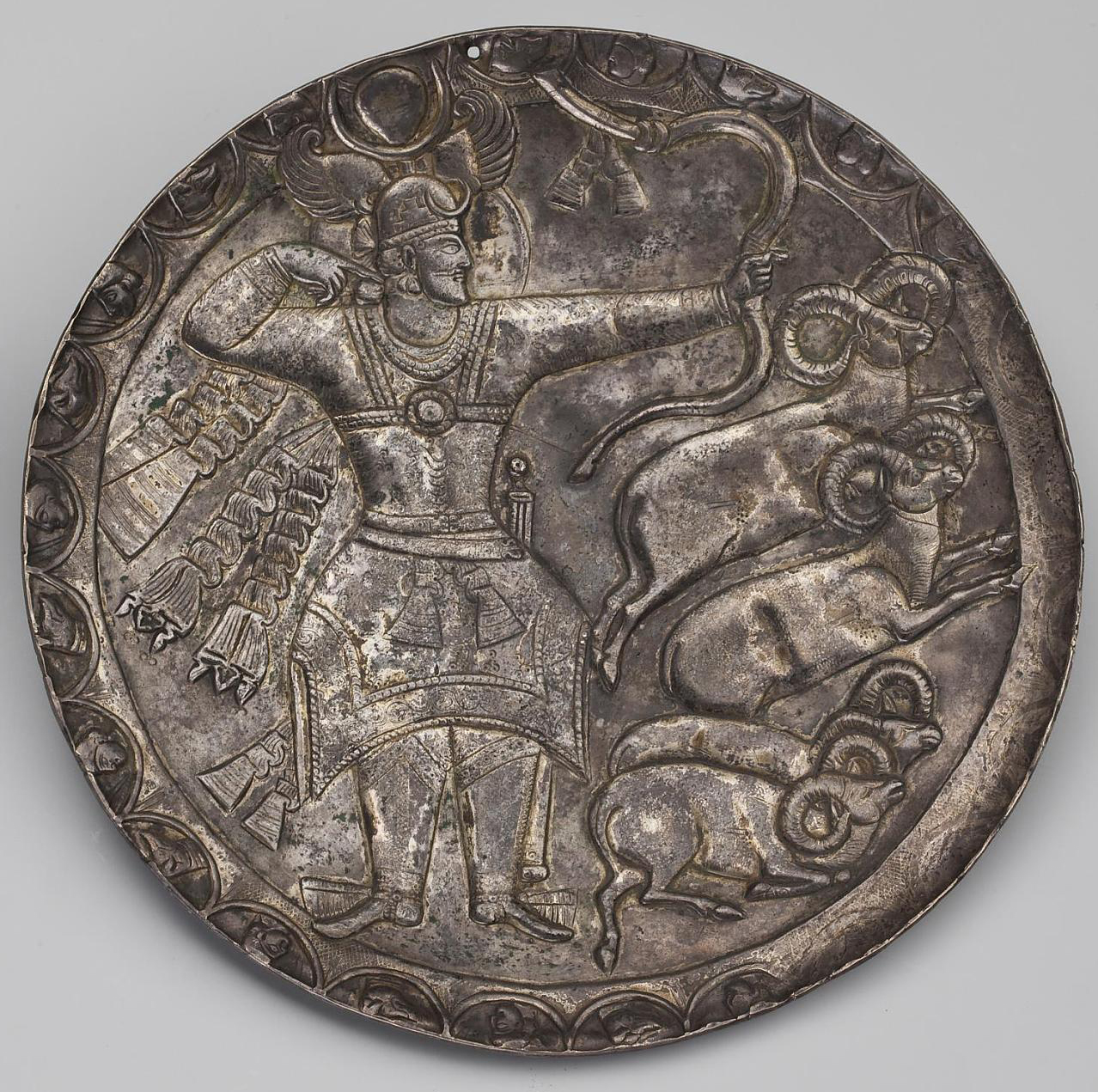
Darstellung einer Jagdszene mit Peroz I.

Mit dem Oströmischen Reich, das in dieser Zeit selbst mit erheblichen Problemen zu kämpfen hatte, konnte Frieden gehalten werden, doch verweigerten die Römer mehrmals Zahlungsaufforderungen hinsichtlich der Sicherung der Kaukasuspässe gegen nomadische Angreifer. In Persarmenien kam es zudem (wohl 482) zu einem Aufstand gegen die Perser.
Sehr viel schwerwiegender erwies sich die Lage an der Nordostgrenze des Sassanidenreichs. Peroz musste sich mehrfach militärisch mit Gruppen der „iranischen Hunnen“ auseinandersetzen. Bei seinen Gegnern scheint es sich um zwei unterschiedliche Gruppen gehandelt zu haben. In Frage kommen für die frühe Phase der Kämpfe die Kidariten, die Peroz angeblich 467 schlagen konnte. 474 scheint Peroz dann jedoch in Kämpfe mit den Hephthaliten verwickelt worden zu sein, die nun in Baktrien herrschten und dem König eine demütigende Niederlage bescherten; Peroz geriet selbst in Gefangenschaft und musste sich freikaufen.
484 fand in Gundischapur eine Synode der Assyrischen Kirche des Ostens statt, wobei Lehren des Nestorius übernommen wurden und sich die Assyrische Kirche damit von der Kirche im Römischen Reich abgrenzte. Gegenüber Teilen der jüdischen Gemeinde in Persien ging der König hart vor.

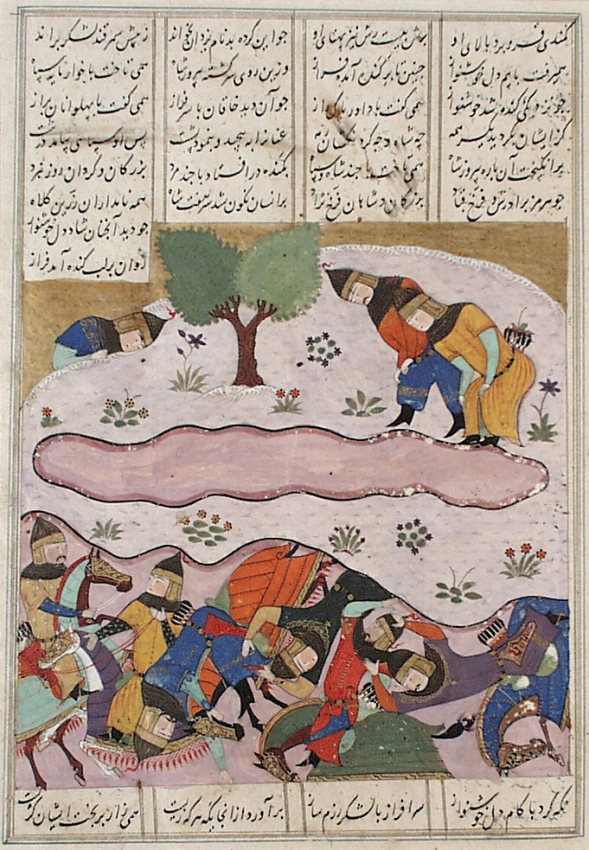
Persische Miniatur (Schāhnāme)

Im Jahr 484 brach Peroz den Friedensvertrag und griff die Hephthaliten erneut an. Der Feldzug endete in einer Katastrophe: Die Hephthaliten hatten auf dem Schlachtfeld (bei Baktra?) ein verstecktes Grabensystem angelegt, und als der König und seine Panzerreiter angriffen, stürzten sie in die Gräben und kamen ums Leben. Zusammen mit Peroz starben auch die meisten seiner Brüder und Söhne. Mischa Meier nimmt neuerdings an, dass Peroz mit seiner Offensive verhindern wollte, dass sich führerlose Hunnengruppen des aufgelösten Attilareichs im nordpontischen Raum mit den Hephthaliten verbinden konnten.
Dieser spektakuläre Tod eines Perserkönigs im Kampf mit äußeren Feinden fand großen Nachhall in den Quellen (z. B. Prokopios von Caesarea oder Tabari). Peroz’ Ende stürzte das Sassanidenreich in die schwerste Krise seiner langen Geschichte. Sein Bruder Balasch wurde vom Adel auf den Thron gehoben, geriet aber bald in einen Bürgerkrieg mit seinem Neffen Kavadh I.